# Kabupaten Kaimana
Kabupaten Kaimana är ett kabupaten i Indonesien.   Det ligger i provinsen Papua Barat, i den östra delen av landet, 3 000 km öster om huvudstaden Jakarta. Antalet invånare är 46 249.